# Love Me Two Times
«Love Me Two Times» es una canción de la banda The Doors, escrita por el guitarrista Robby Krieger, segundo sencillo de su segundo álbum Strange Days, junto con el B-Side Moonlight Drive y en su álbum en vivo Alive, She Cried.
Existe una versión en vivo fusionada con el poema de Jim Morrison, "Texas Radio & The Big Beat", que fue grabado para la Televisión Europea y fue incluido en el álbum In Concert, una de las mejores actuaciones de The Doors
De acuerdo con los integrantes de la banda, esta canción es acerca de un soldado y su último día con su novia antes de ir a la Guerra de Vietnam.
Es posiblemente de las canciones más reconocidas en la historia del rock debido a su intro característico en el requinto y el clavecín tocando acordes fusión jazz-blues
Igualmente esta canción ha sido versionada varias veces, destacando la versión de la banda Aerosmith para el álbum tributo a The Doors, Stoned Immaculate: The Music of The Doors, igualmente Aerosmith ha tocado el tema varias veces en vivo, como el MTV Unplugged.

## Listas
| Listas (1967)     | Posición |
| ----------------- | -------- |
| Billboard Hot 100 | 25       |
| Canadá (RPM)      | 31       |